# دوري السوبر الألباني 1957
دوري السوبر الألباني 1957 (بالألبانية: Kategoria e Parë 1957‏) هو الموسم 20 من دوري السوبر الألباني. أقيم خلال الفترة 10 مارس 1957 وحتى 3 يوليو 1957، وأشرف على تنظيمه اتحاد ألبانيا لكرة القدم، وكان عدد الأندية المشاركة فيه 8، وفاز فيه بارتيزاني تيرانا.